# Jerzy Drucki Sokoliński
Jurij Pawłowicz Babicz Drucki Sokoliński herbu własanego (zm. w 1606 roku) – książę, podkomorzy witebski w 1576 roku, marszałek witebski od 1590 roku,  regimentarz, walczył za króla Zygmunta Augusta i Stefana Batorego w wojnach przeciw Rosji broniąc Dyneburga. W 1577 wzięty do niewoli. Po elekcji króla Zygmunta III posłował do niego od stanów litewskich.
Był kalwinistą i wielokrotnie łożył na zbór w Witebsku. Był wybrany prowizorem przez protestancko-prawosławną konfederację wileńską w 1599 roku.
W małżeństwie ze swoją współwyzawczynią Aleksandrą Wołłowiczówną, wojewodzianką smoleńską miał dwóch synów: Jana marszałka orszańskiego i Jarosława.